# Leioproctus xanthosus
Leioproctus xanthosus là một loài Hymenoptera trong họ Colletidae. Loài này được Maynard mô tả khoa học năm 1993.

## Hình ảnh

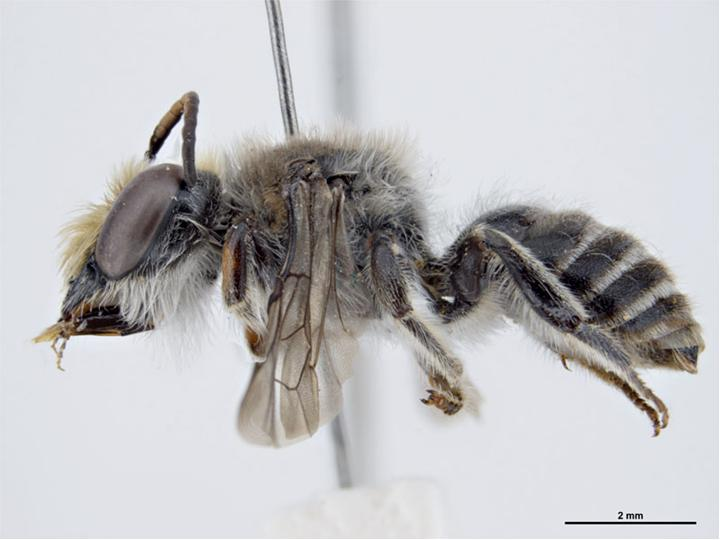